# ديف برستون
ديف برستون (بالإنجليزية: Dave Preston)‏ هو لاعب كرة قدم أمريكية أمريكي، ولد في 29 مايو 1955 في دايتون في الولايات المتحدة.

## وصلات خارجية
- ديف برستون على موقع مرجع كرة القدم المحترفة.كوم (الإنجليزية)